# 宮城県道・岩手県道49号栗駒平泉線
宮城県道・岩手県道49号栗駒平泉線（みやぎけんどう・いわてけんどう49ごう くりこまひらいずみせん）は、宮城県栗原市栗駒から岩手県西磐井郡平泉町に至る県道（主要地方道）である。

## 概要

### 路線データ
- 実延長：27,183.8 m
  - 宮城県側：3,138.9 m[1]
  - 岩手県側：24,044.9 m[2]
- 起点：宮城県栗原市栗駒沼倉放森（県道42号交点）
- 終点：岩手県西磐井郡平泉町平泉字森下（国道4号、県道237号（県道37号重複区間）交点）[3][4]
- 重要な経過地 : 岩手県一関市

## 歴史
- 1979年（昭和54年）頃：本寺前沢線として県道に認定される。
- 1982年（昭和57年）：沼倉厳美線として県道に認定される。
- 1993年（平成5年）5月11日：県道沼倉厳美線と本寺前沢線の一部、愛宕瀬原線の一部が、栗駒衣川線として建設省から主要地方道の指定を受ける[5]。
- 1994年（平成6年）
  - 3月15日：栗駒衣川線として、岩手県側の区間が県道に認定される（平成6年岩手県告示第248号）。
  - 3月18日：「栗駒衣川線」として、宮城県側の区間が県道49号として認定される（平成6年宮城県告示第277号）。同時に「沼倉厳美線」を路線廃止（告示第279号）。
- 2014年（平成26年）
  - 4月1日：岩手県が、路線名を「栗駒衣川線」から「栗駒平泉線」へ、終点を奥州市衣川から西磐井郡平泉町へ、それぞれ変更する[3]。
  - 4月18日：宮城県が路線名を「栗駒衣川線」から「栗駒平泉線」へ変更する[6]。

## 路線状況
栗原市内の玉山大橋を通行できる車両は、総重量14トン以下に通年通行規制される。

### 重複区間
- 岩手県一関市厳美町字若井原 - 一関市厳美町字駒形 : 国道342号
- 岩手県奥州市衣川古戸 - 平泉町平泉字森下 : 岩手県道37号花巻平泉線

### 道路施設
- 玉山大橋（栗原市栗駒沼倉）：橋長43.7 m[1]。本路線の起点すぐの位置に架かる。栗駒ダムの直上流にあたる。通行可能な車両は14t以下に限られる。1960年（昭和35年）の架設。

### 交通量[7]
令和３年度・12時間交通量
- 栗原市栗駒沼倉放森 - 304台
- 一関市厳美町岡山 - 498台
- 一関市厳美町上菅生沢 - 204台

## 地理

### 通過する自治体
- 宮城県
  - 栗原市
- 岩手県
  - 一関市 - 奥州市 - 西磐井郡平泉町

### 交差する道路
- 宮城県道42号築館栗駒公園線（栗原市栗駒沼倉放森）
- 国道342号・十文字方面（一関市厳美町字若井原）
（国道重複区間）
- 国道342号・一関市内方面（一関市厳美町字駒形）
- 岩手県道37号花巻平泉線、岩手県道283号衣川前沢線（奥州市衣川古戸）
（以下、県道37号重複区間）
- 岩手県道300号三日町瀬原線（衣川入口交差点・平泉町平泉字瀬原）
- 国道4号、岩手県道237号長坂束稲前沢線（平泉バイパス北口交差点・平泉町平泉字森下）

### 沿線
- 一関市立本寺小学校（一関市厳美町）
- 南股川
  - 衣川2号ダム（奥州市衣川区上河内）